# GSC7660-2188
GSC7660-2188 — хімічно пекулярна зоря спектрального класу B7, що має видиму зоряну величину в смузі V приблизно 10,3.